# Hamburg Landungsbrücken
Hamburg Landungsbrücken – stacja kolejowa i metra w Hamburgu, w Niemczech. Znajduje się w dzielnicy St. Pauli, w części Landungsbrücken. Jest obsługiwana przez pociągi S-Bahn linii średnicowej oraz linię U3 metra.